# Бабак альпійський
Бабак альпійський (Marmota marmota) — гризун родини вивіркових. Поширений у високогірних районах Центральної й Південної Європи, найбільше в Альпах. В Європі це другий за розміром гризун після бобра. Як правило, альпійські бабаки досягають статевої зрілості до третього року життя і тільки тоді покидають свою сім'ю. Цим зумовлене соціальне мешкання бабаків колоніями, що налічують до 20 особин.
Альпійський бабак — типовий представник фауни льодовикового періоду, що в епоху Плейстоцену мешкав на європейських низовинах. Сьогодні він є реліктом того часу, а його ареал обмежений високогірними районами, оскільки тільки тут залишилися відповідні для нього умови проживання. Зимова сплячка тривалістю від 6 до 7 місяців дозволяє бабакові обходитися без їжі впродовж тривалого часу виключно завдяки власним запасам жиру.

## Розповсюдження
Природний ареал альпійського бабака включає Альпи, Карпати і Високі Татри, причому у всіх цих гірських системах бабак зустрічається лише на частині території. На східних схилах Альп, у Центральному масиві, горах Юра, Воґезах і Піренеях альпійський бабак був інтродукований порівняно недавно. Маленька ізольована популяція бабаків існує також у горах Шварцвальд на південному заході Німеччини.
Альпійських бабаків можна зустріти на кам'янистих схилах на висоті від 600 до 3200 м над рівнем моря. За сприятливих умов на 1 км². мешкають від 40 до 80 особин.

## Зовнішній вигляд

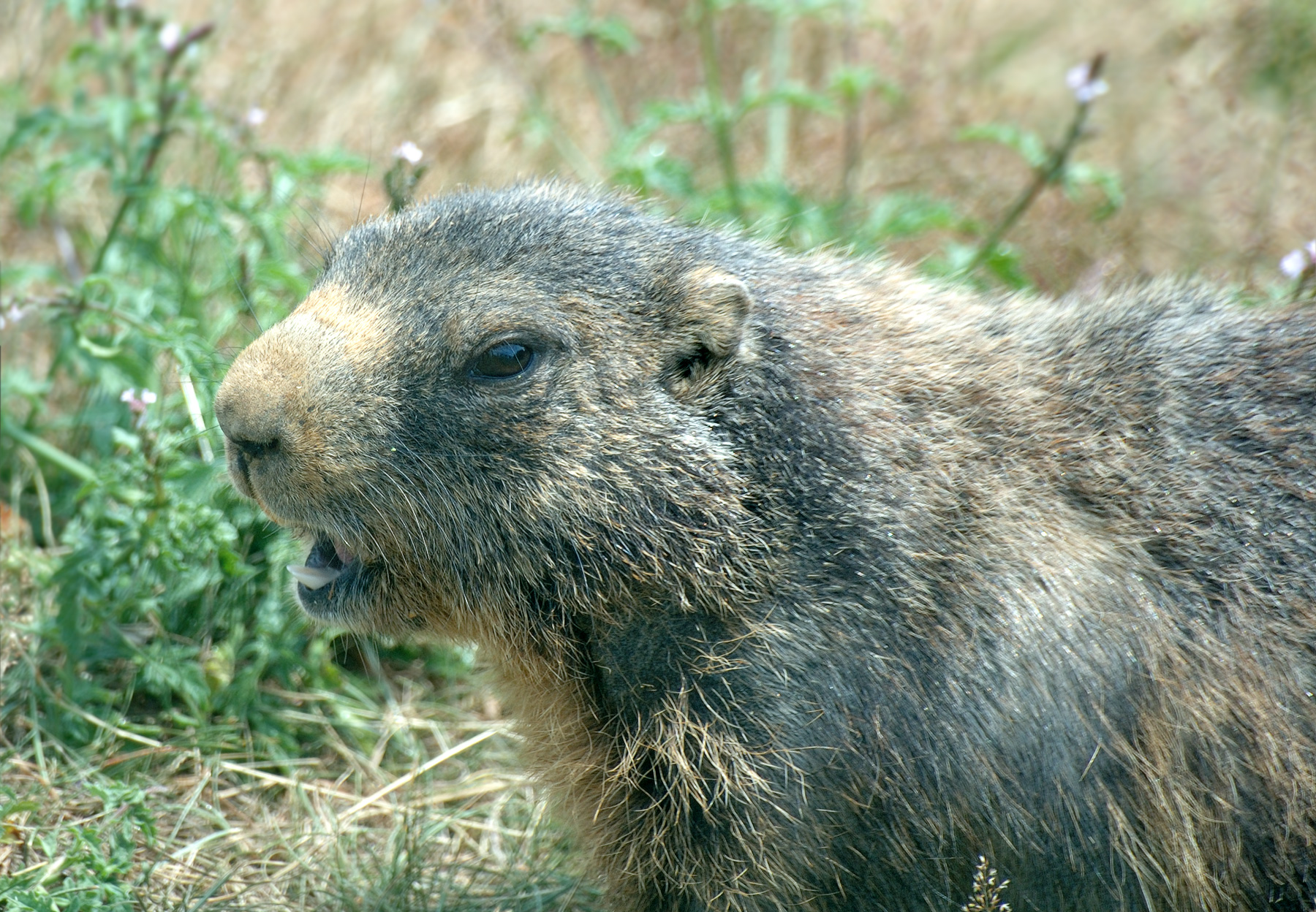
Детальне зображення голови

Самці й самиці зовні один від одного майже не відрізняються і визначити стать в польових умовах доволі складно. У середньому самці виглядають дещо більшими і важчими. Довжина тіла варіюється від 40 до 50 см, довжина хвоста від 10 до 20 см. Маса міняється протягом року, проте, здорові, дорослі самці важать не менше 3 кг. Маса самиць дещо менша.
Голова чорнувато-сіра, зі світлішою мордою. Вуха маленькі, покриті волоссям. Хутро складається зі щільної, міцної щетини і підшерстя з коротшого, дещо хвилястого волосся. Забарвлення хутра може бути достатнє різноманітним. Спина буває сірого, світло-коричневого або рудого кольору, нижня частина найчастіше жовтувата. Рідко зустрічаються особини з чорнуватим хутром. Линяння відбувається раз на рік, зазвичай у червні.
Передні лапи значно коротші ніж задні й мають чотири пальці, тоді як задні — п'ять. Альпійські бабаки стопоходячі, безволосі підошви їхніх лап із добре сформованими подушечками.

## Харчування

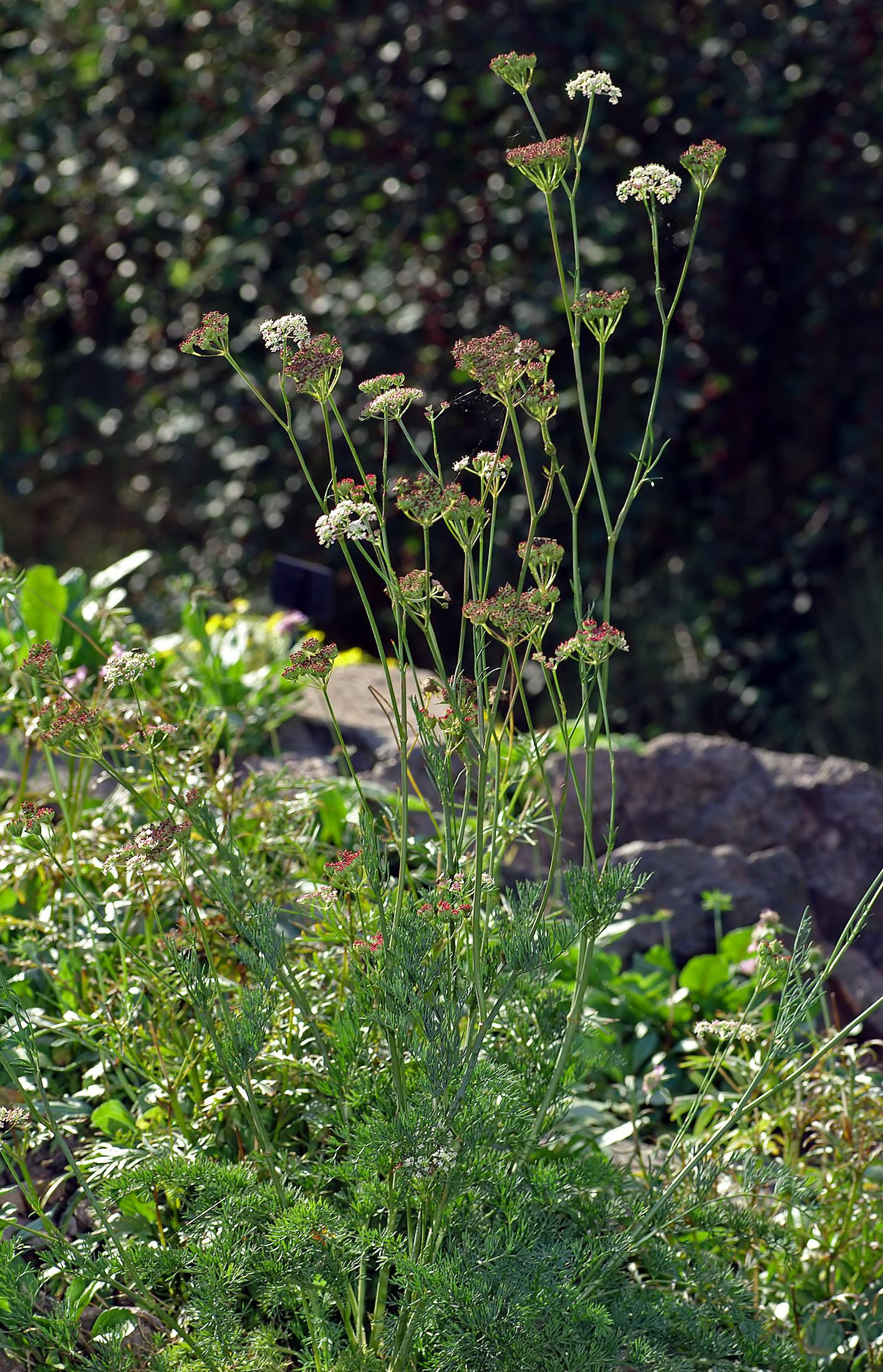
Морквянець гірський (Ligusticum mutellina) — рослина, яку вважають улюбленою поживою альпійських бабаків.

Ранньою весною основу раціону бабака складає коріння, а пізніше — листя і суцвіття різних трав. Літом нестачі кормів тварини не відчувають: вони споживають лише невелику частку того, що знаходиться навколо, й отримують користь навіть від того, що велика рогата худоба, що пасеться на лугах, сприяє зростанню свіжого поросту. Денна активність бабаків обмежується температурним чинником. Вони страждають від перегріву і тому, в жаркий час доби, більшу його частину проводять у прохолодних норах. Крім того, тварини витрачають менше часу на харчування у разі присутності природних ворогів або людей неподалік. У харчуванні тварина віддає перевагу бідним на целюлозу молодим пагонам і суцвіттям. Безпосередньо після зимової сплячки вживає в їжу будь-який поріст, що знаходиться поблизу, незалежно від виду. Проте з приростом кормової бази починає спеціалізуватися на певних видах рослин, зокрема віддає перевагу альпійській конюшині, багатьом видам астрагалу, підмаренників, а особливо морквянцю гірському, морському і чорніючому подорожникам. Дослідження показали, що бабаки віддають перевагу передусім рослинам, багатим на поліненасичені жирні кислоти, які не можуть бути синтезовані самостійно організмом ссавця. При цьому вища концентрація істотних жирних кислот у білій жировій тканині сплячих тварин дає їм можливість під час зимової сплячки більше понижувати температуру тіла.

## Спосіб життя
Альпійські бабаки активні у світлий час доби. Як правило, живуть сім'ями, кістяк якої складає доросла пара, а решта членів є її різновіковими нащадками. Кількість членів в одній сім'ї може досягати 20-и особин. У групі завжди виразно виявляється соціальна ієрархія, при цьому кожен член пари домінує над іншими бабаками тільки своєї статі — альфа-самець над нащадками чоловічої статі, а альфа-самиця над нащадками жіночої. Така ж поведінка виявляється і щодо чужаків, що потрапили на територію сім'ї: дорослого самця проганяє найвищий за рангом самець, а самицю відповідно найвища за рангом самиця. Молодих тварин-чужаків терплять лише тоді, коли в самій сімейній групі є потомство того ж віку. Тварини проводять багато часу усередині сімейної групи, доглядаючи за хутром інших і влаштовуючи ігри.
Почувши небезпеку, бабаки встають на задні лапи, щоб краще оглядати околиці і, помітивши порушника їхнього спокою або хижака, видають гучний свист «фійть-фійть», чутний на великій відстані. Тоді всі бабаки, що живуть по сусідству, негайно насторожуються і зникають у норах. Через деякий час вони знову з'являються на поверхні біля входу в нору і дивляться, чи минула небезпека.
Величина території, що охороняється, становить приблизно 2,5 га. Межі ділянки в певний момент мітить панівна пара. Вони виділяють секрет зі щокових залоз, що інтенсивно пахне, яким регулярно позначають скелі й дерева в межах своєї території. Крім того, самці регулярно обстежують межі своєї ділянки, при цьому змахують і ударяють хвостом про землю.

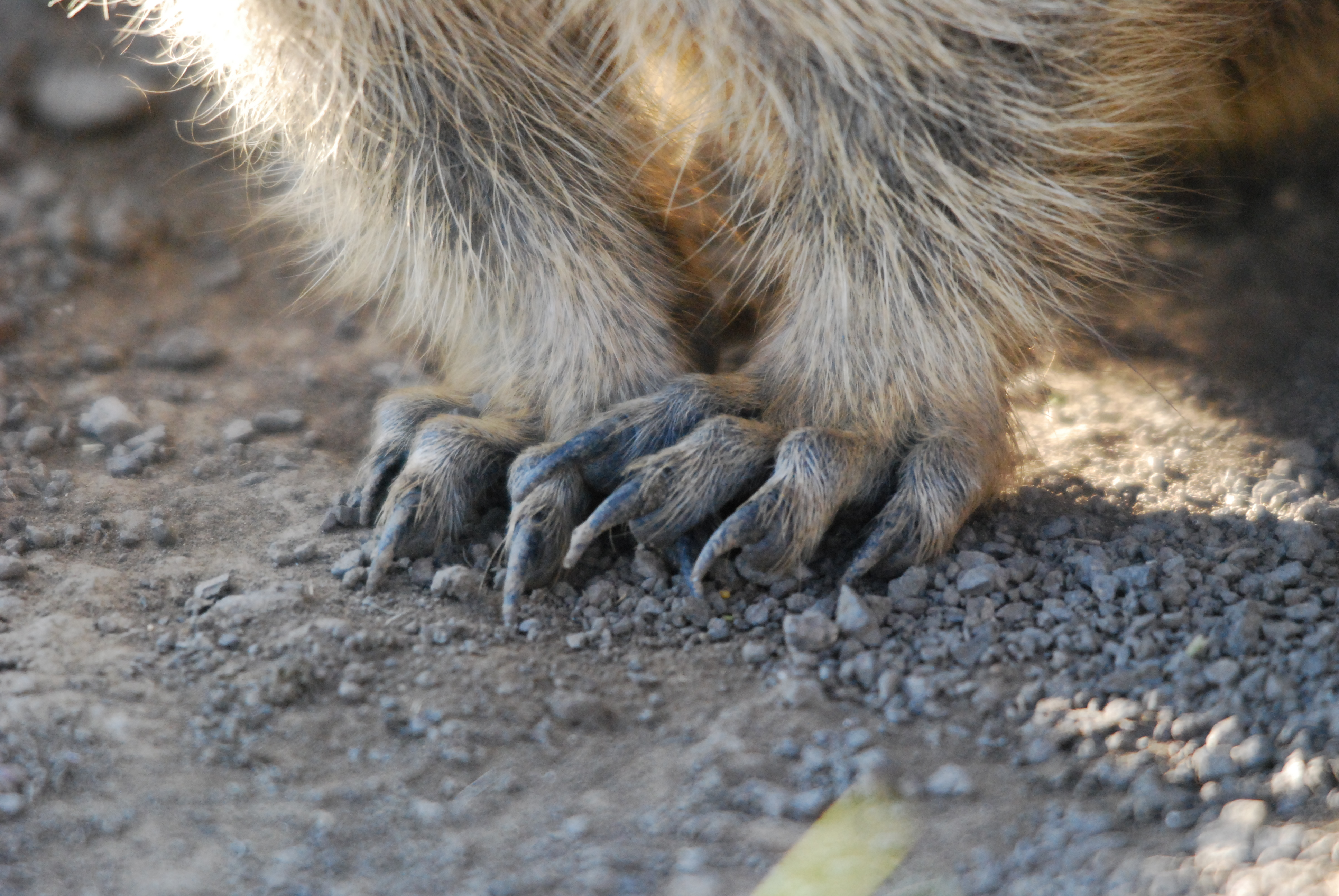
Передні лапи бабака

Великі нори, створені бабаками протягом декількох поколінь, мають, як правило, широко розгалужену систему камер і тунелів. Зазвичай такі нори складаються з 3-х різних типів камер. Разом з короткими тунелями з одним або двома входами, є також літні нори, чиї гніздові камери часто розташовані під землею на глибині до 1,5 м. Короткі тунелі служать для втечі тварин при наближенні хижака. Літні нори використовуються насамперед для захисту від денної спеки. Найважливішою складовою системи лабіринтів є нора для зимування, гніздові камери якої розташовані набагато глибше за гніздові камери літніх нір, до 7 м під поверхнею землі. Усі нори і гніздові камери мають так звані камери-вбиральні, які використовуються цілий рік для виділення екскрементів.
У будівництві і змісті своєї нори бере участь усе сімейство. Спочатку бабаки розпушують землю передніми лапами або зубами, потім сильними рухами задніх ніг викидають її назовні. Витягнутий на поверхню ґрунт, об'єм якого може досягати кількох кубометрів, скупчується горами навколо нори.

## Сплячка
Сплячка, під час якої бабаки втрачають до третини маси свого тіла, продовжується з жовтня по березень. Їй передує період, коли бабаки починають збирати суху траву і приносити її в гніздову камеру. Сіно служить як підстилка і для ізоляції гніздової камери. Вхід у нору тварини закладають перемішаною з травою і каменями землею, при цьому це перекриття може досягати семи метрів у довжину. Закінчивши приготування, тварини починають укладатися. У центрі гніздової камери лягають найсприйнятливіші до холоду молоді бабаки, яких дорослі зігріватимуть своїми тілами. Частота пульсу скорочується до п'яти ударів на хвилину, основний обмін зводиться до мінімуму, температура тіла знижується з 37 °C до 2–3 °C, відповідаючи температурі повітря в норі. Тварини прокидаються кожні два тижні приблизно на 24 години. Зігрівши своє тіло до 37 градусів, вони опоряджаються, очищають підлогу від посліду і знову лягають, тісно притиснувшись один до одного. Усі бабаки прокидаються одночасно, тільки така синхронність дозволяє звести до мінімуму витрату цінної енергії. Тварини прокидаються і «не за розкладом», якщо температура повітря в норі стає дуже низькою. Особливо часто прокидаються в холодній норі молоді бабаки. Дорослі тоді починають ворушитися, щоб теплом свого тіла підвищити температуру повітря.

## Розмноження

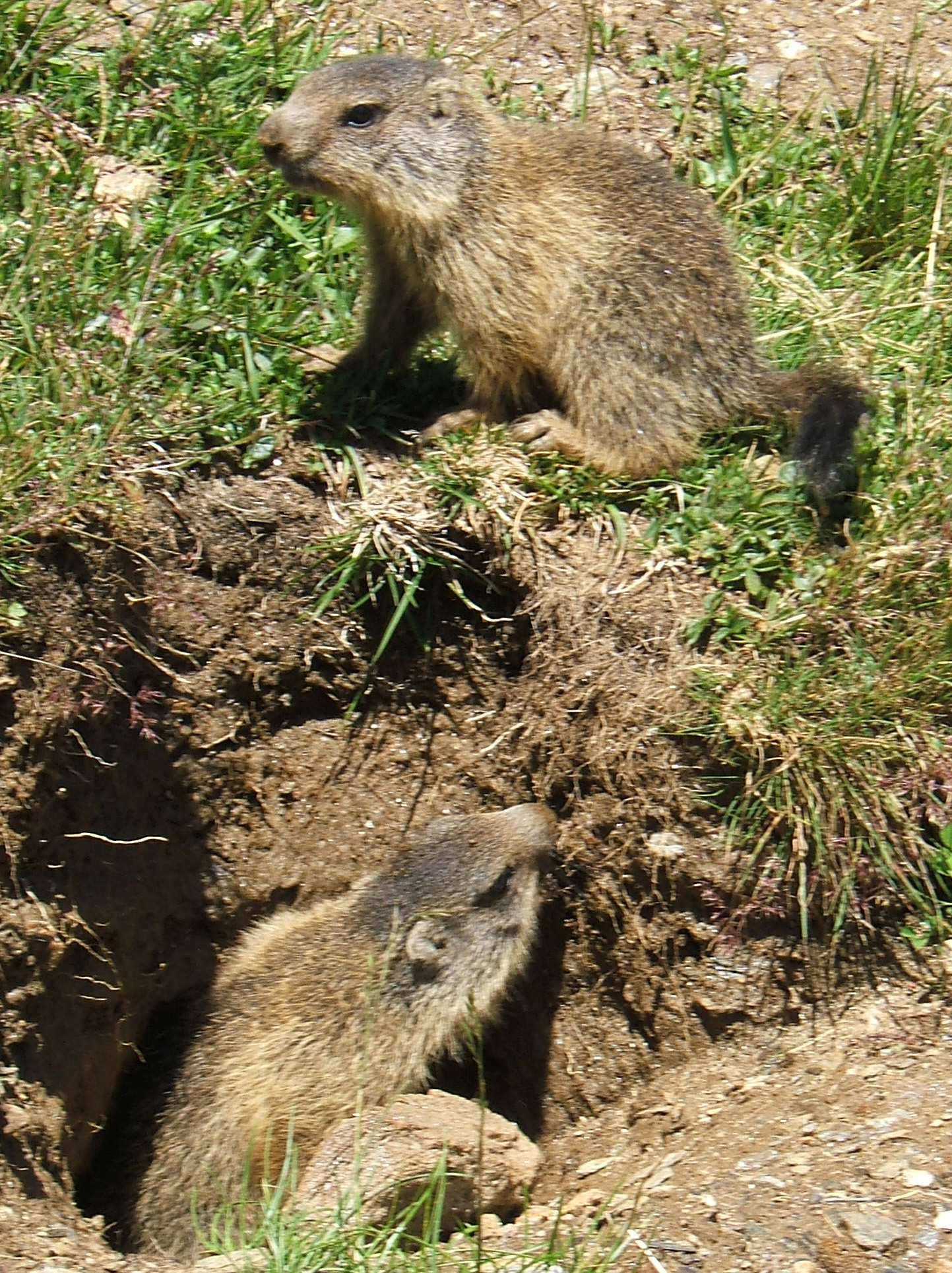
Молоді бабаки

Спаровування відбувається після закінчення сплячки у квітні — травні і продовжується протягом близько 2-х тижнів. Тільки альфа-самиця сімейної групи може продовжити рід. Субпанівні самиці також вагітніють, проте їхня боротьба з панівною самицею, яка відбувається передусім упродовж перших 3 тижнів вагітності, збільшує концентрацію глюкокортикоїдів у крові до такого ступеня, що приводить до переривання вагітності. Раннє спаровування збільшує шанси майбутніх дитинчат накопичити достатній для зимівлі запас жиру. Та все ж їхні жирові запаси порівняно менші, ніж у дорослих бабаків.
Альфа-самиця злучається не тільки з альфа-самцем, але й із субпанівними самцями. Дослідження показують, що домінантний самець не є батьком близько 25 % дитинчат. Субпанівні самці часто є потомством панівного самця. У багатьох випадках вони є також потомством альфа-самиці, таким чином ступінь близької спорідненості в межах сімейної групи може бути дуже високою.
Самиці бабака розмножуються не щороку, а роблять паузу між двома вагітностями, тривалістю іноді до 4 років. Чи стануть вони після зимівлі вагітними, залежить насамперед від маси тіла. Самиці альпійського бабака витрачають до лактаційного періоду жирові запаси, які вони накопичили в попередньому році. Тому вони можуть розмножуватися тільки тоді, коли маса тіла перевершує певну мінімальну масу.
Приблизно через 5 тижнів вагітності на світ з'являються від 2-х до 6-и голих, сліпих, глухих і беззубих дитинчат. У середньому понос складається з 4 дитинчат, кожна з яких при народженні важить близько 30 г. Проте якщо самиця харчується недостатньо, то вона виносить, як правило, тільки одного дитинча. Дитинчата відкривають очі приблизно у віці 24-х днів і впродовж 6 тижнів годуються молоком матері. У віці близько 40 днів вони вперше покидають нору, їхня маса в цей час становить приблизно 240 г. До цього моменту вони вже можуть харчуватися зеленими кормами й лише іноді годуються молоком матері.
Дитинчата стають статевозрілими не раніше, ніж після другої сплячки, але, як правило, починають розмноження тільки після третьої сплячки. Короткі літні місяці надають дуже коротку фазу росту, що уповільнює статеве дозрівання: у регіонах, де умови проживання ще суворіші, дитинчата здатні розмножуватися тільки після четвертої зимової сплячки. У будь-якому випадку, вони залишаються до досягнення статевої зрілості в сімейній групі, в якій вони з'явилися на світ.

## Тривалість життя
Альпійські бабаки живуть на волі до 13-15 років. Дитинчата часто гинуть під час своєї першої сплячки. Дуже висока смертність у тварин, які покидають свою сімейну групу, щоб влаштувати власну ділянку. Такі тварини у пошуках відповідної території дуже часто гинуть від хижаків. Окремі дослідження указують на те, що менше 50 % тварин переносять зиму, якщо їм не вдалося до того часу сформувати пару. На відміну від них, з тварин у віці від двох до восьми років, які залишаються в сімейній групі, щороку від хижаків або протягом зими вмирають лише близько 5 % особин.
Максимальна тривалість життя була зареєстрована для народженої на волі особини і склала 17,4 роки.

## Вороги
Найнебезпечніший ворог для дорослих бабаків — беркут. Беркути в період виведення потомства вбивають приблизно 70 % бабаків. При цьому бабаки складають до 80 % всієї здобичі цього птаха. Проте популяції бабаків це не загрожує. Ділянка беркута охоплює територію від 20 до 90 км²., тоді як бабаки у відповідному життєвому просторі можуть досягати поголів'я 40—80 тварин.
Лісова куниця і ворон також полюють на альпійського бабака, проте тільки на дитинчат. З дорослими бабаками вони не можуть впоратися. Нападати на дорослого альпійського бабака інколи вдається рудій лисиці, але тільки тоді, коли вона кидається на нього із засідки. Тому руда лисиця воліє полювати на молодих бабаків.

## Альпійський бабак і людина

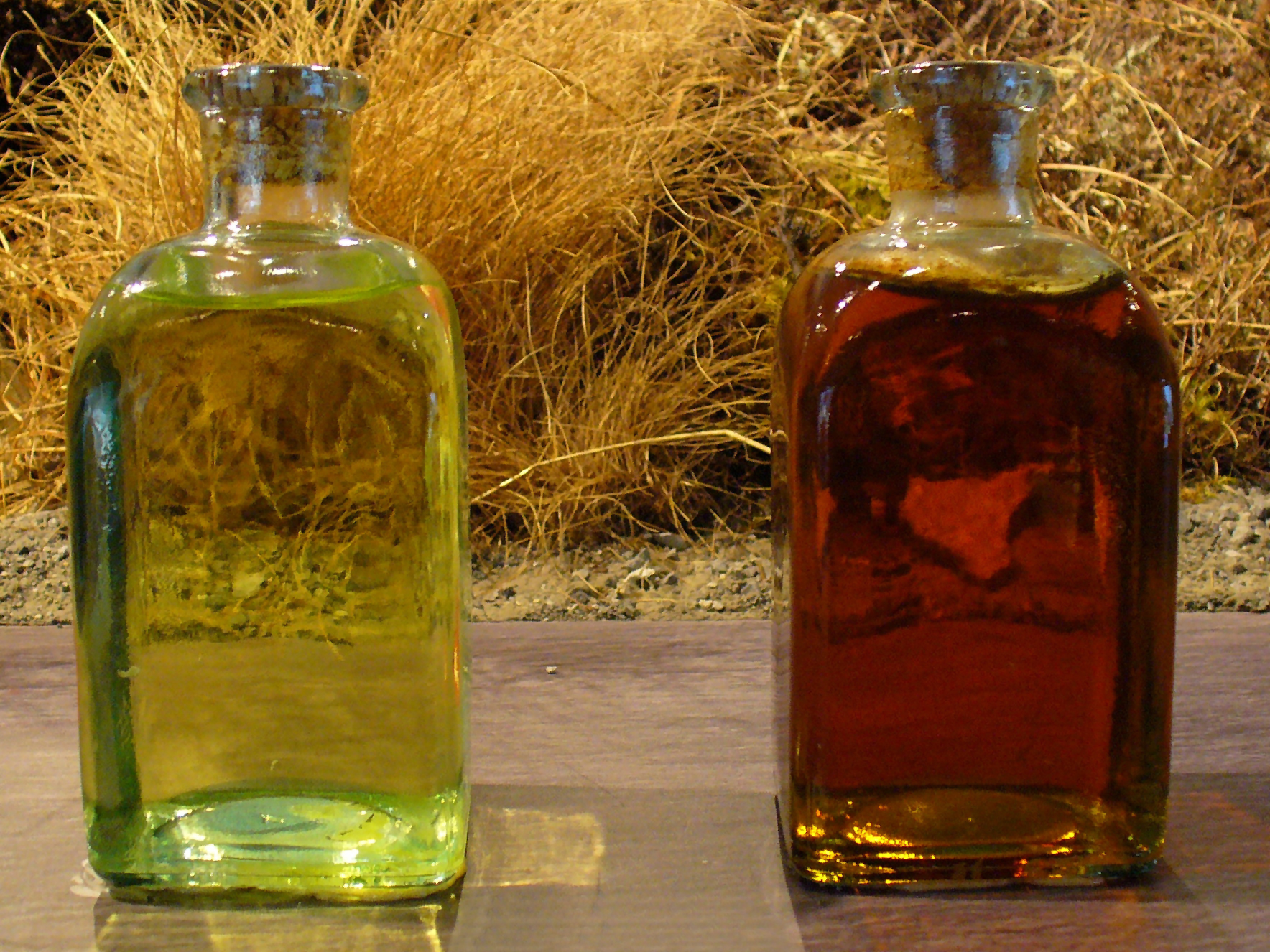
бабаковий жир

Альпійський бабак не належить до видів, що охороняються. Найбільша популяція в Австрійських Альпах налічує близько 30 тис. особин, на інших ділянках ареалу — в Італійських, Швейцарських і Французьких Альпах їхня чисельність дещо менша. Максимальна щільність зареєстрована у Швейцарії — від 40 до 80 дорослих бабаків на км² і в Баварії — 130—150 особин на км².
Альпійський бабак вважається мисливською дичиною. У Німеччині полювання на бабака заборонене, в Австрії і Швейцарії щороку вбивають від 12 до 16 тис. тварин. У деяких регіонах бабаків як і раніше вживають у їжу, як, наприклад у Граубюндені і Форарльберзі. Крім того, на них полюють заради їхніх сильних різців, які вважаються мисливським трофеєм. Деякі селяни намагаються очистити від бабаків альпійські луки й пасовища, оскільки їхня активність із перекопування ґрунту значно утрудняє сільськогосподарські роботи. Нарешті, бабаковий жир використовуються в народній медицині, хоча дослідження, проведені кілька років тому відомою фармацевтичною фірмою Bayer, не підтвердили цілющих властивостей цього продукту.
Широкомордий альпійський бабак колись мешкав і на території Українських Карпат, проте на початку 20 століття був повністю винищений. Зараз обговорюються спроби його реінтродукції, бажаного цього ж підвиду, але через його невелику численність необхідні заходи з охорони переселеної популяції, що уповільнить здійснення конкретних кроків.

## Підвиди
Альпійський бабак має один підвид (окрім номінативного) — широкомордий альпійський бабак (Marmota marmota latirostris Kratochvil, 1961). Він поширений у гірських масивах Західних Карпат і Татр на території Польщі, Чехії та Словаччини. З часів льодовикового періоду він мешкає ізольовано від своїх родичів в Альпах. Загальна чисельність популяції цього підвиду невелика і становить 700—1000 особин. Проте за останні 30 років вона зросла в 1,5–2 рази.